# Васкес де Пинос, Хуан Хасинто де Васкес
Хуан Хасинто де Васкес-и-де ла Пуэнта (исп. Juan Jacinto de Vázquez y de la Puenta; 1681, Испания — 23 декабря 1754, Вена), граф де Васкес де Пинос — австрийский генерал-фельдмаршал.

## Биография
Сын капитана Антонио Васкеса Кано и Франсиски де Варгас-и-Моралес, был крещен 2 марта 1682 года в церкви Скорбящей Богоматери в Гранаде.
Испанский офицер, воевавший на стороне  Карла III в войне за Испанское наследство. Рыцарь ордена Сантьяго (1702). 30 декабря 1712 получил от Карла VI титул графа Васкес де Пиноса. Служил в войсках графа Гвидобальда фон Штаремберга в Каталонии,  участвовал в войне с турками в Венгрии, затем с испанцами на Сицилии, где был произведен в полковники.
Генерал-фельдвахтмейстер (7.11.1723), генерал-фельдмаршал-лейтенант (22.11.1733), в декабре 1724 стал владельцем недавно сформированного 48-го пехотного полка. Во время войны за Польское наследство командовал им на Рейне, 24 апреля 1735 был произведен в генералы кавалерии, а 6 апреля 1741 стал генерал-фельдмаршалом, после чего оставил военную службу, поселившись в своем имении Тумхоф в Брунн-ам-Гебирге недалеко от Вены.
Пожертвовал большую сумму денег на строительство местной церкви святой Кунигунды, которая была освящена 30 сентября 1737 венским архиепископом графом Сигизмундом фон Коллоничем, двоюродным братом архиепископа Леопольда. На праздновании присутствовал инфант Мануэл Португальский, претендент на руку эрцгерцогини Марии Терезии, проживавший в то время в Брунне и поднесший в дар среди прочих сокровищ церковную утварь из серебра и изображение вечерни, «Семь скорбей Марии», которое он привез из Гранады специально для главного алтаря,
19 декабря 1754 графа с женой пригласили к императорскому столу; во время разговора с монархом он настолько разгорячился, что умер несколькими днями позже.

## Семья
1-я жена: Мария Игнасия де Виоана-Перлес, дочь Рамона Федерико де Вилана-Перлеса-и-Камарасы, маркиза де Риальба, испанца на императорской службе
2-я жена (10.07.1748): графиня Мария Анна Кокоржова (1711—23.01.1798), из Богемии, дама ордена Звездного креста, оберстгофмейстерина Марии Терезии (1770—1780). Брак бездетный
Два маркиза де Васкес-Пиноса, вероятно, сыновья или внуки графа от первого брака, были австрийскими генералами.